# 아다다 (드라마)
《아다다》는 1972년 6월 22일부터 1972년 12월 1일까지 방영된 MBC 일일연속극이다. 계용묵의 소설 《백치 아다다》를 드라마로 각색했다.

## 등장 인물
- 정영숙 : 아다다 역
- 김무생 : 유만목 역
- 백일섭 : 수룡 역
- 정애란 : 시어머니 역
- 신충식 : 김초시 역
- 천선녀 : 어머니 역
- 김상순 : 시아버지 역
- 김수미 : 화순이 역
- 이계인
- 강남길